# Almora (distrikt)
Almora är ett distrikt i den indiska delstaten Uttarakhand. Den administrativa huvudorten är staden Almora. Distriktets befolkning uppgick till cirka 630 000 invånare vid folkräkningen 2001. 

## Administrativ indelning
Distriktet är indelat i tre tehsil, en kommunliknande administrativ enhet:
- Almora
- Bhikia Sain
- Ranikhet

## Urbanisering
Distriktets urbaniseringsgrad uppgick till 8,64 % vid folkräkningen 2001. Den största staden är huvudorten Almora. Ytterligare tre samhällen har urban status:
- Almoras garnisonsstad, Dwarahat, Ranikhet